# Dandadan
Dandadan (яп. ダンダダン, Дандадан), також стилізовано як Dan Da Dan — японська манґа, написана та проілюстрована Юкінобу Тацу. Починаючи з квітня 2021 року манґа випускається у веб-сервісі Shonen Jump+ від Shueisha, а станом на січень 2025 року її розділи зібрані у 18 томів у форматі танкобонів. Серіал розповідає про двох підлітків з надприродними здібностями, які борються з йокаями та прибульцями за допомогою численних союзників.
Над аніме-адаптацією працює студія Science Saru. Перший сезон виходив у ефір з жовтня по грудень 2024 року. Прем'єра другого сезону запланована на липень 2025 року.

## Сюжет
Момо Аясе — старшокласниця, яка вірить у привидів, але не в інопланетян, тоді як її однокласник Кен Такакура вірить в інопланетян, але не в привидів. Посперечавшись, хто з них правий, вони вирішують окремо відвідати місця, пов'язані з окультизмом і надприродним: Аясе відвідує перше, а Такакура — друге. Коли вони дістаються до своїх місць, виявляється, що вони обидва мали рацію наполовину: і прибульці, і привиди дійсно існують. Аясе викрадає група прибульців, які випадково розблоковують її чакри, відкриваючи приховані екстрасенсорні здібності. Тим часом у Такакуру вселяється дух, який заволодіває його тілом. Використовуючи здібності Аясе та одержимість Такакури, вони разом перемагають прибульців. Решта сюжету розповідає про те, як вони намагаються вилікувати прокляття Такакури, борються з духами та прибульцями, а також розвивають романтичні почуття одне до одного.

## Персонажі

### Головні герої
Головні герої Dandadan — «Сім'я» (яп. 家族, Kazoku), група дітей на чолі з Сейко, які мають справу з надприродним. Члени «Сім'і», які також відвідують середню школу Камі, є членами Клубу дослідження історії та культури (яп. 歴史文化研究部, Rekishi Bunka Kenkyū-bu), який слугує прикриттям для їхньої діяльності.
Момо Аясе (яп. 綾瀬 桃, Аясе Момо)
Старшокласниця, яка вірить у привидів і надприродне. Після викрадення прибульцями Серпо вона виявляє, що володіє психокінетичними здібностями, які дозволяють їй візуалізувати «аури» людей і предметів, і уявляти свою силу як гігантські руки, що «хапають» і контролюють ці аури. Вона закохана в актора Кена Такакуру і зустрічається з усіма, хто схожий на нього. Через це вона відмовляється називати Окаруна його ім'ям, бо він зовсім на нього не схожий. Протягом історії в неї з'являються сильні почуття до Окаруна.
Сейю: Вакаяма Шіон
Кен Такакура (яп. 高倉 健, Такакура Кен)
Сором'язливий і відлюдькуватий старшокласник, який намагається знайти спільну мову з Аясе через їхні спільні інтереси до надприродного. Вона називає його Окарун (オカルン) від слова «окультизм» (オカルト окаруто), оскільки він має спільне ім'я з актором Кеном Такакурою, її зірковим захопленням. Після того, як в нього вселилася Турбо-бабка, Кен отримує здатність входити в потужний демонічний стан, що надає йому величезної швидкості. Протягом історії в нього з'являються сильні почуття до Аясе.
Сейю: Ханае Нацукі
Сейко Аясе (яп. 綾瀬 星子, Аясе Сейко)
Медіум і бабуся Момо Аясе, з якою вона живе, при цьому зовні Сейко виглядає за двадцять. Вона допомагає Аясе та Окаруну боротися з небезпечними духами та йокаями. Хоча в неї немає вроджених здібностей, вона має широкі знання про надприродні сутності та прокляття, і використовує різні артефакти та запозичену силу бога, що мешкає в їхньому місті, щоб запечатувати та виганяти йокаї, хоча ця сила обмежена лише самим містом.
Сейю: Мідзукі Нана
Турбо-бабка (яп. ターボババア, Та:бо Баба:)
Турбо-бабка, яка приймає вигляд жорстокої, нецензурної літньої жінки, раніше втішала душі дівчат, що померли жахливою смертю, але потім почала проклинати і красти геніталії у всіх, хто потрапляв на її територію. Після того, як Аясе та Окарун перемагають її, Сейко запечатує її дух у ляльці манекі-неко, і вона погоджується допомагати їм, допоки не зможе повністю відновити свої сили.
Сейю: Танака Маюмі
Айра Шіраторі (яп. 白鳥 愛羅, Шіраторі Айра)
Учениця тієї ж школи, що й Аясе та Окарун. Як і Окарун, вона може перетворюватися на демонічну форму з силами, успадкованими від йокая на ім'я Акробатка Сара, що дають їй надзвичайну спритність і чіпке волосся. Усвідомивши існування надприродного, Шіраторі проголошує себе «обраною», яка покликана захистити світ від зла, і спрямовує свою увагу на Момо, вважаючи її демоном, якого треба зупинити. Коли непорозуміння з'ясовується, вона приєднується до їхньої групи. Хоча вона схильна зверхньо ставитися до хлопців, вона зрештою закохується в Окаруна.
Сейю: Сакура Аяне
Джін Енджоджі (яп. 円城寺 仁, Енджьо:джі Джін)
Друг дитинства і перше кохання Аясе. Він має прізвисько Джіджі (ジジ). Після того, як його батьків госпіталізували через те, що в їхньому будинку з'явилися привиди, Енджоджі переїхав до Аясе та Сейко, а потім перейшов до школи Аясе. Окарун ревнує його до Аясе, але Енджоджі намагається подружитися з ним. Він одержимий йокаєм Око Злоби, який впадає в сліпу лють, коли контролює тіло Джіджі.
Сейю: Ішікава Кайто
Вамола (яп. バモラ, Бамора)
Шумерка і єдина дитина своєї раси, що змогла вижити. Прибувши на Землю, рятуючись від вторгнення на рідній планеті, вона виконує бажання своєї прийомної матері знайти гідного чоловіка, який допоможе їй зберегти рід шумерів, що приводить її до Окаруна і Момо.
Кінта Саката (яп. 坂田 金太, Саката Кінта)
Пухлий і дещо асоціальний однокласник Окаруна, який захоплюється надприродним і позаземним, але намагається змусити Окаруна зробити його більш популярним серед дівчат. Незважаючи на загальну соціальну непристосованість, він має безцінні навички уяви, які добре працюють у тандемі з наношкірою —  інопланетною технологією, що дозволяє втілювати в реальність все, що власник уявить.
Рін Савакі (яп. 佐脇 凛, Савакі Рін)
Слухняна і владна староста класу С, до якого, зокрема, належать Окарун, Кінта Саката і Вамола. Після того, як вона розібралася з давньою образою померлої подруги дитинства, Рін отримує гравітаційну силу йокая, засновану на її вмінні співати.

### Другорядні персонажі

#### Люди
Манджіро (яп. 万次郎, Манджіро:)
Учень Сейко і медіум, якого просять допомогти у справі Ока Злоби.
Хаяші (яп. 囃子, Хаяші)
Гурт музикантів, які іноді допомагають Сейко виганяти злих духів за допомогою хеві-метал музики.
Масамічі Бега (яп. 部賀正道, Бега Масамічі)
Надзвичайно суворий, але добрий поліцейський у поліцейському відділі міста Камікоші. Прихистив Унджі до себе.
Унджі Дзума (яп. 頭間 雲児, Дзума Унджі)
Учень старшої школи Ренджаку, лідер банди хуліганів з інших шкіл. У дитинстві втратив сім'ю. Згодом його всиновлює Бега. Після зустрічі з духом свого молодшого брата, який перетворився на йокая на прізвисько Хлопчик-парасоля, він отримав надприродну силу, засновану на парасольці. Після того, як йому доручили дістати один з шарів Окаруна, Унджі намагається перемогти надприродну настільну гру-діораму під назвою «Данманра».

#### Прибульці
Містер Креветка (яп. シャコさん, Шако-сан)
Інопланетянин, схожий на креветку-богомола, який напав на Момо, Окаруна та Айру, але згодом подружився з ними після того, як вони допомогли йому вилікувати хворобу його сина Чікітіти. Зараз він працює на фермі і все ще допомагає всіма можливими способами. Він має величезну витривалість, може перевтілюватися в більш потужну форму і, як справжній богомол, атакує зі швидкістю кулі.
Чікітіта (яп. チキチータ, Чікічі:та)
Син Містера Креветки. Успадкував хворобу своєї матері.
Рокуро Серпо (яп. セルポ 6郎, Серпо рокуро:)
Клон Серпо, який допомагав боротися з вторгненням прибульців Кур. Згодом його затаврували як дефективного і вигнали з Серпо; він працює на півставки.

#### Духи
Акробатка Сара (яп. アクロバティックさらさら, Акуробатікку Сарасара)
Могутній йокай, який володіє величезними розмірами та підвищеною силою і гнучкістю. У людському житті вона була одинокою матір'ю і балериною, але була змушена виконувати випадкові роботи, щоб звести кінці з кінцями, в тому числі працювати повією, щоб утримувати свою доньку. Її життя зруйнувалося, коли сутенер викрав її доньку і жорстоко побив її, щоб отримати гроші, що призвело до самогубства. Невдовзі після того, як вона стала йокаєм, Айра назвала її «мамою», переплутавши її з власною померлою матір'ю. Акробатка Сара вирішила, що Айра — реінкарнація її доньки, і почала переслідувати її доти, доки Айра знову не відчує йокая. Однак, коли це сталося, Айра не пам'ятала її та вирішила, що це був фамільяр, яку викликала Момо, що так розлютило Акробатку Сару, що вона випадково вбила її. У відплату Акробатка Сара пожертвувала своєю життєвою силою, щоб воскресити Айру, передавши їй свої сили. У свою чергу, Айра проявила співчуття в останні хвилини її життя, що дозволило йокаю без жалю перейти в потойбічний світ.
Таро (яп. 太郎, Таро:)
Антропоморфна анатомічна модель, що мешкає у школі Момо та Окаруна.
Хана (яп. 花, Хана)
Антропоморфна анатомічна модель, що мешкає в домі Аясе.
Око Злоби (яп. 邪視, Джяші)
Могутній і зловісний йокай, народжений як людська жертва у феодальний період. Він плекає ненависть до всього людства і обманом змушує Джіджі укласти договір, щоб він міг усіх знищити. На додачу до своїх величезних фізичних здібностей, Око Злоби використовує образи жертв, щоб сформувати потужні, майже непереможні конструкції, які часто перетворюються на щось на кшталт футбольного м'яча.
Маї Кавабанга (яп. 川番河 舞, Кавабанга Маі)
Була подругою дитинства Рін Савакі. Загинула в автокатастрофі. Її дух став омбусменом, пов'язаним з Рін.
Хлопчик-парасоля (яп. アンブレラボーイ, Анбурера Бо:і)
Дух померлого брата Унджі. Він перетворився на йокая. Наділяє Унджі здібностями, що базуються на парасольці.

### Антагоністи

#### Духи
Рейко Кашіма (яп. カシマレイコ, Кашіма Реіко)
Також відома як Жінка з вузьким ротом. Йокай, яка раніше мешкала у зруйнованому районі міста Камікоші. Після того, як Момо перемогла її, Рейко Кашіма затаїла на неї образу і присягнулася помститися при наступній зустрічі.
Казкова картка (яп. メルへンカルタ, Меруен Карута)
Йокай, запечатаний у настільній грі «Данманра» і творець внутрішнього світу проклятої скрині.

#### Прибульці
Прибульці з планети Серпо (яп. セルポ星人, Серупо сейджін)
Прибульці Серпо — виключно чоловіча інопланетна раса, яка походить з планети Серпо. Через те, що їхня раса є виключно чоловічою, Серпо не мають можливості розмножуватися природним шляхом і вдаються до технології клонування, але оскільки біологічна еволюція не може відбуватися серед ідентичних істот, Серпо намагаються отримати репродуктивні органи, викрадаючи людей з Землі та їхні статеві органи (або «банани»).
Сейю: Кадзуя Накаї
Накі Кіто (яп. 鬼頭 ナキ, Кіто: Накі)
Підземний житель, який понад 200 років приносив людські жертви Цучіноко, щоб запобігти знищенню свого селища, доки Енджоджі не привів до нього Момо та Окаруна.
Кур (яп. 深淵ケの者, Керу)
Мілітаристська інопланетна раса, що походить з найвіддаленіших куточків космосу. Описані Серпо як глобалісти, вони активно шукають планети в галактичній системі для завоювання, включаючи рідну планету Вамоли.

## Виробництво

### Манґа
До серіалізації Dandadan Юкінобу Тацу працював асистентом у Тацукі Фудзімото під час виходу першої частини «Людини-бензопили» та Юдзі Каку під час виходу «Пекельного раю». Серіалізація була підтверджена на засіданні Shonen Jump+ навесні 2020 року. Однак Тацу розпочав роботу над Dandadan після завершення двох вищезгаданих манґ, оскільки хотів завершити свою роль асистента до кінця цих робіт.
Обговорюючи схильність Тацу до сцен з їжею після важливих моментів, він зазначив, що вони були натхнені кількома факторами, зокрема вірою, що люди, які важко працюють, заслуговують на хорошу їжу. Він процитував уривок з манґи Jarinko Chie, в якому говориться, що найгірше, що може бути — це бути голодним і наодинці, а також відзначив сімейну близькість сцен з їжею у фільмах Хаяо Міядзакі, таких як Мій сусід Тоторо та Порко Россо. Він також розповів про свої труднощі, будучи бідним асистентом манґи, коли отримував 1000 єн від свого наставника, щоб пригостити себе смаженим свиним м'ясом і банкою кави після роботи. Він додав, що, оскільки це розвага, він хоче, щоб читачі відчували надію.

### Аніме
Режисером аніме став Фуґа Ямашіро, для якого це була дебютна робота на цій посаді. За словами продюсера Хіроші Камеї, він використовував нотатки, зроблені під час перегляду інших медіа. Камеї розповів, як аніме використовує «малі моменти», коли камера затримується на обличчях персонажів. Він назвав це «повсякденною дією» або «повсякденною режисурою», зазначивши, що студія хотіла приділити їм підвищену увагу порівняно з іншими аніме, і що вона хотіла використовувати їх замість слів, щоб зобразити ці «малі взаємодії». Він також обговорив використання «провідних сцен», сцен, які ведуть до інших сцен у подальшому; він навів приклад, коли Момо передає Окаруну журнал, а пізніше Окарун передає свій одяг Момо, щоб продемонструвати, як змінюються їхні стосунки, наскільки вони схожі.

## Медіа

### Манґа
Dandadan написаний та проілюстрований Юкінобу Тацу. Серіал почав свою публікацію в сервісі Shonen Jump+ від Shueisha 6 квітня 2021 року. Shueisha зібрали розділи в окремі танкобони. Перший том вийшов 4 серпня 2021 року. Станом на січень 2025 року вийшло 18 томів.
Манґа одночасно публікується англійською та іспанською мовами у сервісі Shueisha Manga Plus і англійською мовою на веб-сайті Viz Media. У лютому 2022 року Viz Media оголосили, що вони ліцензували манґу у друкованому форматі; перший том вийшов 11 жовтня того ж року.

#### Список томів
| №  | Дата виходу      | ISBN                   |
| -- | ---------------- | ---------------------- |
| 01 | 4 серпня 2021    | ISBN 978-4-08-882599-1 |
| 02 | 4 жовтня 2021    | ISBN 978-4-08-882804-6 |
| 03 | 3 грудня 2021    | ISBN 978-4-08-882854-1 |
| 04 | 4 березня 2022   | ISBN 978-4-08-883046-9 |
| 05 | 2 травня 2022    | ISBN 978-4-08-883103-9 |
| 06 | 4 серпня 2022    | ISBN 978-4-08-883208-1 |
| 07 | 4 жовтня 2022    | ISBN 978-4-08-883270-8 |
| 08 | 4 січня 2023     | ISBN 978-4-08-883370-5 |
| 09 | 3 березня 2023   | ISBN 978-4-08-883414-6 |
| 10 | 2 травня 2023    | ISBN 978-4-08-883503-7 |
| 11 | 4 серпня 2023    | ISBN 978-4-08-883599-0 |
| 12 | 4 грудня 2023    | ISBN 978-4-08-883726-0 |
| 13 | 4 січня 2024     | ISBN 978-4-08-883841-0 |
| 14 | 4 квітня 2024    | ISBN 978-4-08-883897-7 |
| 15 | 4 липня 2024     | ISBN 978-4-08-884054-3 |
| 16 | 4 жовтня 2024    | ISBN 978-4-08-884227-1 |
| 17 | 1 листопада 2024 | ISBN 978-4-08-884259-2 |
| 18 | 4 січня 2025     | ISBN 978-4-08-884340-7 |

### Аніме
Аніме-адаптацію манґи було анонсовано 27 листопада 2023 року. Над серіалом працюватиме студія Science Saru, а режисером виступить Фуга Ямашіро, сценаристом — Хіроші Секо, дизайнером персонажів — Наоюкі Онда, дизайнером інопланетян та надприродних істот — Йошімічі Камеда, а музику напише Кенсуке Ушіо. Прем'єра аніме-серіалу відбулася 4 жовтня 2024 року в програмному блоці Super Animeism Turbo телемережі Japan News Network (JNN), до складу якої входять телеканали MBS і TBS. Передпрем'єрні покази перших трьох серій під назвою Dandadan: First Encounter відбулися 31 серпня на території Азії, 7 вересня — Європи та 13 вересня — Північної Америки. Вступну пісню аніме виконує хіп-хоп гурт Creepy Nuts із піснею «Otonoke», а кінцеву пісню — рок-гурт Zutomayo з піснею «Taidada».
Crunchyroll транслюватиме серіал за межами Азії, але включно з Близьким Сходом та СНД, тоді як Netflix транслюватиме його по всьому світу. Muse Communication ліцензували серіал в Азійсько-Тихоокеанському регіоні. У червні 2024 року GKIDS оголосили, що придбали театральні, відео- та цифрові права на аніме.
У серпні 2024 року, до прем'єри англійського дубляжу, перші шість серій аніме витекли в мережу разом із багатьма іншими роботами компанії Iyuno, що займається локалізацією.
Після виходу в ефір фінальної серії першого сезону було анонсовано другий сезон, прем'єра якого запланована на липень 2025 року. Сезон транслюватиме Crunchyroll та Netflix.

## Сприйняття

### Манґа
Станом на листопад 2023 року манґа мала понад 360 мільйонів переглядів на платформі Shonen Jump+.  Станом на листопад 2023 року тираж серії становив понад 3,2 мільйона примірників, на жовтень 2024 року — понад 4 мільйони примірників; а на грудень 2024 року — понад 5 мільйонів.
У червні 2021 року Dandadan був номінований на сьому премію Next Manga Award у категорії «Найкраща веб-манґа» та посів друге місце серед 50 номінантів. Він посів четверте місце у списку найкращих манґ для чоловіків 2022 року Kono Manga ga Sugoi від Takarajimasha. Манґа була номінована на 15-й конкурс Manga Taishō у 2022 році та посіла сьоме місце з 53 балами. Dandadan посів перше місце в рейтингах рекомендованих коміксів 2022 року як від працівників книгарень, так і від видавців коміксів. Манґа посіла четверте місце в Tsutaya Comic Award 2022.

### Аніме
На сайті агрегатора рецензій Rotten Tomatoes, перший сезон Dandadan має рейтинг схвалення 100% на основі 12 рецензій із середньою оцінкою 9,3/10. Консенсус критиків сайту звучить так: «Чудово анімований, з великим серцем і божевільною уявою, Dandadan з ревом виходить з воріт як виняткове аніме в стилі сьонен». Прем'єра серіалу була позитивно сприйнята майже всіма рецензентами Anime News Network. Кейтлін Мур та Джеймс Беккет поставили йому максимальний бал; Мур похвалила анімацію студії Science Saru, динаміку між Момо та Окаруном, а також їхнє озвучення, тоді як Беккет похвалив художнє оформлення студії за те, що аніме ожило, зазначивши поєднання ромком-тропів з елементами жахів і наукової фантастики, а також ім’я Окаруна, яке є посиланням на ім’я справжнього актора. Річард Айзенбейс відзначив анімацію та сюжет, з ентузіазмом ставлячись до продовження серіалу. У той же час, Ребека Сільверман погодилася, що анімація та візуальні ефекти були чудовими, а передумови — цікаві, але їй не сподобався епізод, і вона висловила, що більше не буде дивитися цей серіал через використання раптового яскравого світла та миготливих зображень, переважну більшість діалогів «вимовлено криком», а також сцени сексуального насильства.
Майк Мамон з IGN похвалив перші три епізоди аніме за анімацію, оповідь, візуальні ефекти, режисуру, персонажів та озвучення, підсумувавши, що «перші три епізоди Dandadan вдалися завдяки тому, що більше зосереджуються на милих головних героях і менше — на абсурдності окультного та позаземного світу, в якому вони живуть». Туссен Іган з Polygon похвалив адаптацію за анімацію та дизайн персонажів, водночас відзначивши рішення студії підвищити візуальні ефекти та кольоровий дизайн, поєднуючи їх з арт-напрямком для анімаційних бойових сцен серіалу.